# 肥田忠政
肥田忠政（日语：／ Hida Tadamasa，—？）是日本戰國時代至安土桃山時代武將，美濃國米田城主，官至玄蕃允，妻子是金森長近之女，父親是肥田忠直（軌吉）。

## 生涯
忠政的祖先是仕於源義仲的信濃諏訪氏的末孫，去到忠政的父親肥田忠直的一代開始移居美濃肥田村（現岐阜縣土岐市肥田町），其後移居至米田庄福島（現川邊町福島）並且繼承肥田氏，另一說法是出自美濃源氏的土岐氏。忠直在權現山興建福島城，及後才在永祿3年（1560年）移築至加茂山，建立米田城。
永祿10年（1567年）8月，忠政之子肥田長壽丸率300兵力進攻位於下川邊城的毛利勘右衛門，但是毛利的家臣殺害人望欠奉的主君獻城投降，長壽丸不費吹灰之力佔領該地。按《米田之庄肥田軍記》記載，元龜年間（1570年 -1573年）某年3月，長壽丸與堂洞城主岸信周達成協議，以毛利山城與對方交換馬串山城，縮短領地之間的距離，然而實際上岸信周早在永祿8年（1565年）8月於堂洞合戰落敗時已經死去，不可能有互換領地之舉。
織田信長發動堂洞合戰進攻美濃，忠政由於在初期已經歸順信長，因此獲確保知行。按《信長公記》記載，忠政曾經與森可成一同擔任先鋒攻打武田信玄。按《甫庵太閤記》記載，元龜元年（1570年）9月，忠政與可成和織田信治一同防守宇佐山城迎擊淺井氏和朝倉氏聯軍，期間可成和信治均戰死，忠政則與武藤五郎衛門和肥田彥左衛門成功守住城池。
天正10年（1582年）春天，金山城主森長可希望忠政將馬串山城讓給他，但是遭到忠政拒絕。同年6月2日，本能寺之變爆發，信長和長可之弟森成利等三人被殺，長可在同月22日訛稱出席三人的葬禮，出兵攻打米田城。當時，城內正慶祝有男孩出生，在毫無防備的情況下，忠政唯有帶同妻子逃亡，長壽丸則被鐵砲擊中，在逃走期間死去。按《米田之庄肥田軍記》記載，忠政將妻子托付給加治田城主齋藤利堯，自己則在牛鼻附近與森軍交戰，但不敵對方，家臣伊藤忠助和多田角右衛門均被俘，其後兩人成為長可家臣，並且在小牧、長久手之戰中與長可一同戰死。另一方面，按《南北山城軍記》記載，忠政是被大島光義所殺，然而實際上當時光義正在與長可交戰。此外，亦有忠政是在加治田城內自殺或拜托岳父金森長近的姻親鉈尾山城主佐藤氏，後來才在鉈尾山城死去。按《寬永諸家系圖傳》記載，忠政在本能寺之變後效力於羽柴秀吉。
忠政之子肥田忠親由於年紀尚幼，由祖父長近撫養成人後謁見德川家康，並且成為寄合，獲賞賜武儀郡內的極樂寺、生櫛和下有知，總共1,000石的領地。忠親之子肥田忠賴以後代代侍奉德川將軍家，忠賴之弟肥田忠寅的家系則仕於尾張德川家。